# 達磨林檎
『達磨林檎』（だるまりんご）は、日本のバンド・ゲスの極み乙女。の3枚目のスタジオ・アルバム。

## 背景
当初は2016年11月9日に先行配信、同年12月7日にワーナーミュージック・ジャパン内のレーベルunBORDEから、前作『両成敗』から約10ヶ月ぶりというスピードでリリースされる予定だった。しかし川谷絵音の諸事情によりアルバムの発売が一時中止し、ゲスの極み乙女。も12月3日のZepp Tokyoでのツアー「林檎を落としたのは、だーれだ」最終公演をもって活動を自粛していたが、3月31日にゲスの極み乙女。の活動再開とアルバムが5月10日に発売されることが発表された。
このアルバムに収録されている楽曲は全て新曲となっている。
なお、同アルバムの発売に至って5月3日から5月8日の間、一部店舗で全曲試聴が行われた。

## 収録曲
| 全作詞・作曲: 川谷絵音。 |                                    |          |            |      |
| #                        | タイトル                           | 作詞     | 作曲・編曲 | 時間 |
| 1.                       | 「シアワセ林檎」                   | 川谷絵音 | 川谷絵音   | 4:29 |
| 2.                       | 「影ソング」                       | 川谷絵音 | 川谷絵音   | 3:37 |
| 3.                       | 「DARUMASAN」                      | 川谷絵音 | 川谷絵音   | 1:41 |
| 4.                       | 「某東京」                         | 川谷絵音 | 川谷絵音   | 2:46 |
| 5.                       | 「id2」                            | 川谷絵音 | 川谷絵音   | 2:46 |
| 6.                       | 「心地艶やかに」                   | 川谷絵音 | 川谷絵音   | 4:50 |
| 7.                       | 「午後のハイファイ」               | 川谷絵音 | 川谷絵音   | 3:46 |
| 8.                       | 「いけないダンスダンスダンス」     | 川谷絵音 | 川谷絵音   | 8:40 |
| 9.                       | 「勝手な青春劇」                   | 川谷絵音 | 川谷絵音   | 4:13 |
| 10.                      | 「小説家みたいなあなたになりたい」 | 川谷絵音 | 川谷絵音   | 4:26 |
| 11.                      | 「id3」                            | 川谷絵音 | 川谷絵音   | 3:53 |
| 12.                      | 「Dancer in the Dancer」           | 川谷絵音 | 川谷絵音   | 4:27 |
| 13.                      | 「ゲストーリー」                   | 川谷絵音 | 川谷絵音   | 3:39 |
| 合計時間:                | 合計時間:                          | 53:13    |            |      |

## 参加メンバー
- 川谷絵音：ボーカル/ギター(#3、#6、#9、#10、#11、#13)/プログラミング
- 休日課長：ベース(#8以外)/コーラス/アコースティック・ギター(#5)
- ちゃんMARI：キーボード/コーラス
- ほな・いこか：ドラムス(#8、#11以外)/ボーカル(#1、#8、#10、#11、#13)/コーラス/台詞(#8)
- ゲスト
  - 関口将史：チェロ(#5)
  - 中島優紀：ヴァイオリン(#5)

- サポート
  - 佐々木みお：コーラス(#1～#10、#12～#13)/ボーカル(#8)
  - えつこ（服部恵津子）：コーラス：(#1～#10、#12～#13)/ボーカル(#8)

## タイアップ
| 曲名         | タイアップ                                                         |
| ------------ | ------------------------------------------------------------------ |
| シアワセ林檎 | クラッシュ・ロワイヤル『クラロワ日本一決定戦』公式番組テーマソング |